# György Kozmann
György Kozmann (Szekszárd, 23 de marzo de 1978) es un deportista húngaro que compitió en piragüismo en la modalidad de aguas tranquilas.
Participó en dos Juegos Olímpicos, Atenas 2004 y Pekín 2008, obteniendo en total dos medallas de bronce, una en cada edición. Ganó 10 medallas en el Campeonato Mundial de Piragüismo entre los años 1999 y 2007, y 10 medallas en el Campeonato Europeo de Piragüismo entre los años 2000 y 2008.

## Palmarés internacional
| Juegos Olímpicos   | Juegos Olímpicos             | Juegos Olímpicos  | Juegos Olímpicos |
| Año                | Lugar                        | Medalla           | Competición      |
| ------------------ | ---------------------------- | ----------------- | ---------------- |
| 2004               | Atenas (Grecia)              | Medalla de bronce | C2 1000 m        |
| 2008               | Pekín (China)                | Medalla de bronce | C2 1000 m        |
| Campeonato Mundial |                              |                   |                  |
| Año                | Lugar                        | Medalla           | Competición      |
| 1999               | Milán (Italia)               | Medalla de bronce | C4 1000 m        |
| 2001               | Poznań (Polonia)             | Medalla de oro    | C4 1000 m        |
| 2001               | Poznań (Polonia)             | Medalla de plata  | C4 500 m         |
| 2003               | Gainesville (Estados Unidos) | 01 ! [ n 1 ]      | C4 200 m         |
| 2003               | Gainesville (Estados Unidos) | Medalla de bronce | C2 1000 m        |
| 2005               | Zagreb (Croacia)             | Medalla de plata  | C2 500 m         |
| 2005               | Zagreb (Croacia)             | Medalla de bronce | C2 1000 m        |
| 2006               | Szeged (Hungría)             | Medalla de oro    | C2 1000 m        |
| 2006               | Szeged (Hungría)             | Medalla de bronce | C2 500 m         |
| 2007               | Duisburgo (Alemania)         | Medalla de oro    | C2 500 m         |
| Campeonato Europeo |                              |                   |                  |
| Año                | Lugar                        | Medalla           | Competición      |
| 2000               | Poznań (Polonia)             | Medalla de oro    | C4 1000 m        |
| 2001               | Milán (Italia)               | Medalla de plata  | C4 1000 m        |
| 2001               | Milán (Italia)               | Medalla de bronce | C2 200 m         |
| 2002               | Szeged (Hungría)             | Medalla de oro    | C4 500 m         |
| 2002               | Szeged (Hungría)             | Medalla de oro    | C4 1000 m        |
| 2004               | Poznań (Polonia)             | Medalla de oro    | C2 500 m         |
| 2005               | Poznań (Polonia)             | Medalla de plata  | C2 1000 m        |
| 2007               | Pontevedra (España)          | Medalla de plata  | C2 1000 m        |
| 2007               | Pontevedra (España)          | Medalla de bronce | C2 500 m         |
| 2008               | Milán (Italia)               | Medalla de plata  | C2 500 m         |

1. ↑  En esta prueba el equipo ruso, ganador de la medalla de oro, fue descalificado al dar positivo por dopaje el piragüista Serguei Uleguin, por lo que al equipo húngaro le fue cambiada la medalla de plata por la de oro.